# (21657) 1999 PZ1
1999 بي زد 1 (ويعرف أيضًا باسم (21657) 1999 بي زد 1 وفق تسمية الكوكب الصغير) (بالإنجليزية: 1999 PZ1)‏ هو كويكب ضمن حزام الكويكبات؛ وترتيبه 21657 من حيث الاكتشاف.
اكتُشف هذا الجُرم الفلكي بواسطة جون بروفتون في 10 أغسطس 1999.

## وصلات خارجية
- (21657) 1999 PZ1 في قاعدة بيانات مختبر الدفع النفاث لأجرام النظام الشمسي الصغيرة

- الاكتشاف · مخطط المدار ·  العناصر المدارية · المعلمات المادية

- (21657) 1999 PZ1 على موقع ويكي سكاي: DSS2, SDSS, GALEX, IRAS, Hydrogen α, X-Ray, Astrophoto, Sky Map, Articles and images